# Богдан Мара
Богдан Мара (рум. Bogdan Mara, нар. 29 вересня 1977, Дева) — румунський футболіст, нападник, фланговий півзахисник клубу УТА (Арад).
Відомий виступами за низку румунських команд, іспанський «Алавес», а також національну збірну Румунії.
Чемпіон Румунії.

## Клубна кар'єра
У дорослому футболі дебютував 1996 року виступами за команду клубу «Інтер» (Сібіу), в якій провів два сезони, взявши участь у 49 матчах чемпіонату.
Згодом з 1998 по 2001 рік змінив низку клубів — грав за «Динамо» (Бухарест), «Фарул» та «Арджеш».
Своєю грою за останню команду привернув увагу представників тренерського штабу іспанського клубу «Алавес», до складу якого приєднався 2001 року. Відіграв за баскський клуб наступні два сезони своєї ігрової кар'єри.
Протягом 2003—2006 років захищав кольори китайського «Тяньцзінь Теда», іспанського «Полідепортіво» та румунського «Рапід» (Бухарест).
Першу половину 2006 року провів в Україні, захищаючи кольори алчевської «Сталі»
Того ж року повернувся до Румунії, виступав за команди УТА (Арад), «Уніря» (Урзічень) та «ЧФР Клуж».
Протягом 2010—2011 років грав у Греції, спочатку за команду клубу «Іракліс», а згодом за «Шкода Ксанті».
З початку 2012 року знову виступає на батьківщині, у складі команди УТА (Арад).

## Виступи за збірну
2000 року дебютував в офіційних матчах у складі національної збірної Румунії. До припинення викликів до збірної провів у її формі лише 11 матчів, забивши 1 гол.

## Титули і досягнення
- Чемпіон Румунії (3):

«Динамо» (Бухарест): 1999–2000
«Уніря» (Урзічень): 2008-09
ЧФР (Клуж-Напока): 2009–10
- Володар Кубка Румунії (2):

«Динамо» (Бухарест): 1999–2000
ЧФР (Клуж-Напока): 2009-10
- Володар Суперкубка Румунії (1):

ЧФР (Клуж-Напока): 2009